# ملکه مادر
ملکهٔ مادر عنوانی است که به بیوه‌ی پادشاه مرده پیشین و مادر پادشاه یا ملکه کنونی گفته می‌شود. درواقع یک ملکه مادر یک ملکه همسر بوده که پس از مرگ همسرش، فرزندش به فرمانروایی رسیده‌است. برای مثال در هنگام فرمانروایی محمدرضا پهلوی، مادر او تاج‌الملوک آیرملو را ملکه مادر لقب داده بودند. یک ملکهٔ مادر به‌طور رسمی حکمرانی نمی‌کند، اما در مواردی ملکه‌های مادر به عنوان نایب‌السلطنه تعیین شده‌اند.

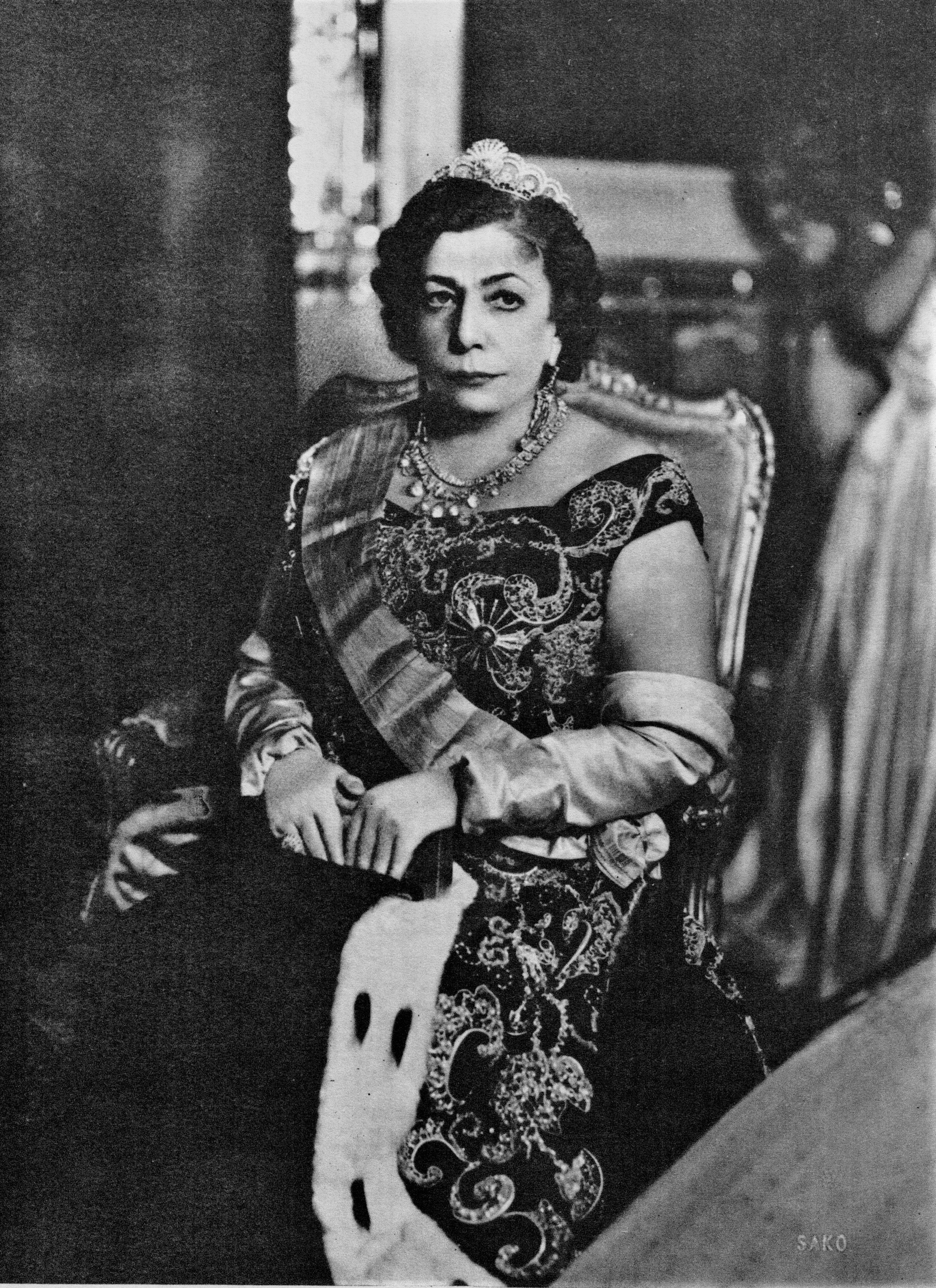
تاج‌الملوک آیرملو، ملکه مادر در دوره محمدرضا پهلوی

از قدرتمندترین ملکه‌های مادر در تاریخ جهان می‌توان به اتوسا ملکه ایران و مادر خشایارشاه، امپراتریس دواگر لو ملکه چین و مادر امپراتور هوی، امپراتریس دواگر وو ملکه چین و مادر امپراتوران ژونگ زونگ و رویزونگ، اگریپینا کوچک ملکه روم و مادر نرون، جولیا دومنا ملکه روم و مادر کاراکالا، جولیا مائسا اگوستا روم و مادر بزرگ هلیوگابال و الکساندر سوروس، جولیا سیومیاس ملکه روم و مادر هلیوگابال، جولیا مامیا ملکه روم و مادر الکساندر سوروس، کاترین مدیچی ملکهٔ فرانسه و مادر سه پادشاه فرانسه با نام‌های‌ فرانسوای دوم ‌و شارل نهم و هانری سوم، اولگا کی‌یف مادر سویاتوسلاو یکم کی‌یف، تزی شیء مادر امپراتور تونگ‌ژی و ترکان خاتون مادر محمد خوارزمشاه و ترکان خاتون ملکه سلجوقی و مادر محمود یکم سلجوقی نام برد. همچنین نوربانو سلطان مادر مراد سوم،صفیه سلطان مادر محمدسوم، کوسم سلطان مادر مراد چهارم و ابراهیم یکم ، تورخان سلطان مادر محمدچهارم، گلنوش سلطان مصطفی دوم و احمد سوم ملکه مادر های امپراتوری عثمانی بودند. مریم الزمانی مادر جهانگیر شاه قدرتمندترین ملکه مادر امپراتوری گورکانی بود. مهدعلیا مادر ناصرالدین شاه قاجار نیز از چهره‌های درباری مهم دورهٔ قاجاریان ایران بوده‌است.